# Epidot
Epidot je kalcijsko-alumo-željezoviti sorosilikat, s kemijskom formulom Ca2(Fe3+,Al)Al2[SiO4Si2O7]O(OH). Kristalizira u monoklinskom kristalnom sustavu. Dobro razvijeni kristali česta su pojava, a prizmatičnog su habitusa. Smjer izduženja okomit je na ravninu simetrije. Plohe su često duboko isprutane, a kristali su rijetko u sraslacima. Mnoge karakteristike ovog minerala variraju zbog promjenjivog udjela elemenata u kemijskom sastavu (npr. željeza). Tvrdoća je 6.5 - 7. Boja je zelena, siva, smeđa do crna, ali tipična je žućkasto-zelena nijansa ili boja pistacija, zbog čega se još naziva i pistacit. Pleokroizam je jak, a boje koje se pojavljuju pleokroizmom su obično nijanse zelene, žute i smeđe.

## Nalazišta i ležišta
Epidot je vrlo čest petrogeni mineral, ali sekundarnog je postanka, a stabilan je na niskom do vrlo visokom tlaku te nižim temperaturama. Pojavljuje se u kontaktolitima (stijene nastale "prženjem" na kontaktu magmatskog tijela i okolnog stijenskog materijala), skarnovima, te stijenama niskog do srednjeg stupnja dinamotermalnog metamorfizma, kao što je amfibolit epidot-amfibolitnog facijesa, plavi škriljavac te zeleni škriljavac. Također je produkt hidrotermalnih alteracija različitih minerala (feldspata, tinjaca, piroksena, amfibola, granata i dr.) koji grade magmatske stijene. Stijene građene od kvarca i epidota poznate su pod nazivom epidozit. U žilama pegmatitnog, aplitnog i hidrotermalnog postanka mogu se naći prozirni, dobro razvijeni kristali.
Dobro razvijeni kristali epidota nađeni su na mnogim lokalitetima, npr.: Knappenwand kraj 
Großvenedigera u Untersulzbachthala u Salzburgu, veličanstveni, tamnozeleni kristali dugoprizmatičnog habitusa nađeni su u šupljinama epidotnih škriljavaca, zajedno s azbestom, adularom, kalcitom i apatitom; dolina Ala i Traversella u Piedmontu; Arendal u Norveškoj; Le Bourg-d'Oisans u Dauphinéu; Haddam u Connecticutu; Prince of Wales Island u Alaski (ovdje su nađeni veliki, tamnozeleni, tabularni kristali, zajedno s bakrenim rudama, u metamorfoziranim vapnencima).
Savršeno prozirni, tamnozeleni kristali iz Knappenwanda te iz Brazila ponekad se režu u drago kamenje.

## Slični minerali
U istoj izomorfnoj seriji s epidotom jesu i minerali pijemontit, allanit i klinozoisit.
Pijemontit se pojavljuje kao mali, crvenkasto-crni, monoklinski kristal u manganskim rudnicima San Marcela, kraj Ivreje u Pijemontu (Italija), te u kristalinskim škriljavcima na nekoliko lokaliteta u Japanu. Ružičasta boja egipatskog mramora porfido rosso antico (lapis porphyrites) rezultat je prisutnosti ovog minerala. 
Allanit ima jednaku kemijsku formulu kao i epidot, ali sadrži metale iz cerijeve grupe: (Ca,Ce,La,Y)2(Al,Fe)3(SiO4)3(OH). Vanjskom pojavom razlikuje se od samog epidota time što je crn ili tamnosmeđ, smolastog sjaja i opák (neproziran) u agregatima. Nadalje, ima jako slabu ili nikakvu kalavost, a dobro razvijeni kristali su rijetki. Kristalografske i optičke karakteristike jednake su onima kod epidota; pleokroizam je jak, u crvenkastim, žućkastim i zelenkasto-smeđim nijansama. Iako nije čest mineral, allanit je široko rasporstranjen kao akcesorni sastojak mnogih kristalinskih stijena (magmatske i metamorfne stijene), gnajseva, granita, sijenita, riolita, andezita i drugih. Prvi put je pronađen u granitima na istoku Grenlanda, a opisao ga je Thomas Allan 1808., prema kome je mineral i dobio ime. Allanit je mineral koji lako alterira u kontaktu s vodom, te postaje optički izotropan ili amorfan, zbog čega raspoznajemo nekoliko varijeteta, s mnogo različitih imena. Ortit je ime koje je prvi put upotrijebio Jöns Berzelius 1818. godine, a dao ga je hidratnom varijetetu formiranom u obliku prizmatičnih kristala, ponekad i preko 30 cm dugačkom, nađenom u Finbou, kraj Faluna u Švedskoj. 
Epidot je tipičan mineral kontaktnog metamorfizma i hidrotermalnih alteracija minerala. Nalazimo ga, zajedno s kvarcom, na Zagrebačkoj gori. Rezistentan je, pa ga nalazimo i u sedimentnim stijenama ili u sedimentima, kao tešku mineralnu frakciju.
Čvrstu otopinu između epidota i pijemontita nalazimo kod sela Nežilovo u Makedojiji.
Allanita ima u pegmatitima Skandinavije, Meksika i Kanade. Rabimo ga kao izvor za dobivanje elemenata rijetkih zemalja.

## Uporaba
Čisti i dobro razvijeni epidoti koriste se kao drago kamenje, a stijene s epidotom katkada se rabe kao ukrasno kamenje. Moguće ga je i sintetski prirediti, a prvi put je sintetiziran iz smjese hidrata kalcija i aluminija, željeznog nitrata i SiO2.

## Vanjske povezice
- Mineral Galleries (engl.)
- Mindat - galerija slika (engl.)
- PMF.unsa.ba - Grupa epidota[neaktivna poveznica]
- PMF.unsa.ba - model[neaktivna poveznica]